# Oghab
Oghab (persa: عقاب, que significa "águila"), a veces escrito como misil Akab y Okab, es un cohete de artillería iraní no guiado de 230 mm (9 pulgadas) con un alcance de 34 a 45 km (20 a 28 millas). Está estabilizado por giro en vuelo, pero tiene un error circular probable demostrado de más de 500 m (1500 pies), lo que la convierte en un arma muy inexacta. Lleva una ojiva de fragmentación de alto explosivo de 70 kg (150 lb), aunque también puede transportar ojivas químicas. Según fuentes estadounidenses, se ha desarrollado una versión modificada que podría transportarse y dispararse desde el F-14 Tomcat de la Fuerza Aérea iraní y aviones F-4 Phantom II. El lanzador es un conjunto de lanzador elevable de triple riel instalado en un chasis de camión Mercedes-Benz LA 911B 4 × 4.
El misil fue desarrollado a partir del cohete de artillería chino Tipo-83 durante la Guerra Irán-Irak, con la ayuda de la República Popular China en virtud de un acuerdo firmado en 1985. Entró en servicio en 1986 y fue inmediatamente utilizado en combate en un ataque a la ciudad iraquí de Basora en diciembre de 1986. Según los informes, entre 260 y 270 oghabs fueron despedidos durante la guerra, aunque su eficacia fue limitada. El corto alcance del misil limitó su uso a ataques contra ciudades fronterizas iraquíes y su falta de precisión significó que los ataques de Oghab fueran mucho menos efectivos que los bombardeos de artillería.
El Oghab fue utilizado por el ejército iraní y la Guardia Revolucionaria. Se sabe que fue exportado a Hezbolá. El misil hutí al-Najm al-Thaqib también muestra similitudes con el misil oghab. No se ha visto desde la Guerra Irán-Irak y se cree que está fuera de servicio.